# Do You Love Me (Now That I Can Dance)
Do You Love Me (Now That I Can Dance) é o primeiro e único álbum de estúdio da banda The Contours, lançado em 1962 pela gravadora Motown.
Emitido na subsidiária Gordy da Motown em outubro de 1962, o álbum inclui a faixa-título de sucesso e o single número 21 do R&B "Shake Sherry". Também incluindo os primeiros singles "Whole Lotta Woman" e "The Stretch". Do You Love Me é notável como o primeiro LP a ser lançado pela Gordy Records. A música também foi apresentada nos filmes Dirty Dancing, Getting Even With Dad, Teen Wolf Too (de Ragtime) e "Beethoven's 2nd". Foi regravada por Bootsy Collins e pelos Funk Brothers no filme Standing in the Shadows of Motown e em 2016 foi usada em um comercial da Pepsi-Cola com Janelle Monáe.
| Críticas profissionais | Críticas profissionais |
| Avaliações da crítica  | Avaliações da crítica  |
| Fonte                  | Avaliação              |
| ---------------------- | ---------------------- |
| allmusic               | [ 1 ]                  |

## Faixas
Todas as faixas escritas por Berry Gordy Jr., excetos as que estão indicadas.
| N.º | Título                   | Compositor(es)                                            | Duração |  |
| 1.  | "Do You Love Me"         |                                                           | 02:54   |  |
| 2.  | "Shake Sherrie"          |                                                           | 02:51   |  |
| 3.  | "You Better Get in Line" |                                                           |         |  |
| 4.  | "The Stretch"            | Loucye Gordy Wakefield, William "Mickey" Stevenson        |         |  |
| 5.  | "It Must Be Love"        | Joe Billingslea, Sylvester Potts                          |         |  |
| 6.  | "Whole Lotta' Woman"     | Smokey Robinson, Billy Gordon, Billy Hoggs                | 02:37   |  |
| 7.  | "Claudia-ha-ha-haaa"     | Claudia Paul, Ivy Joe Hunter, William "Mickey" Stevenson  |         |  |
| 8.  | "So Grateful"            |                                                           |         |  |
| 9.  | "The Old Miner"          | William "Mickey" Stevenson                                |         |  |
| 10. | "Funny"                  | William "Mickey" Stevenson, Billy Gordon, Sylvester Potts |         |  |
| 11. | "Move Mr. Man"           | Berry Gordy, Jr., Rebecca Nichols                         |         |  |